# 劳伦斯·方德伯克
劳伦斯·方德伯克（英語：Lawrence Funderburke，1970年12月15日—），美国NBA联盟前职业篮球运动员。他在1994年的NBA选秀中第2轮第24顺位被萨克拉门托国王选中。